# Plezalna stena
Plezalna stena je umetno zgrajena stena z oprimki za roke in stopki za noge, zgrajena v zaprtih prostorih ali na prostem. Lahko so opečne ali lesene konstrukcije, vse pogosteje pa se za konstrukcijo uporabljata aluminij in jeklo. Novejše stene so najpogosteje izdelane iz debele plošče multipleksa, v katero so izvrtane luknje. Vsaka luknja vsebuje posebej oblikovano t-matico, ki omogoča privijanje modularnih plezalnih držal oziroma oprimkov in stopkov na steno. Na steni so mesta za pritrditev vrvi, prav tako pa se lahko po steni pleza brez vrvi. Gre za tako imenovano balvansko plezanje.  
Površina plezalne stene je lahko različno strukturirana in sicer tako, da poleg oprimkov vsebuje različne vdolbine, izbokline, razpoke, del stene pa je lahko tudi previsen.
Oprimki so različne velikosti, nekateri posnemajo naravno velikost in oprijem kamenja.

## Zgodovina
Prve umetne plezalne stene so bile običajno iz betona s srednje velikimi oprimki za roke. Prva umetna plezalna konstrukcija v ZDA je bila Schurman Rock v Seattlu, in je bila zgrajena leta 1939.
Sodobne umetne stene so se najprej pojavile v Veliki Britaniji. Prvo je leta 1964 zgradil Don Robinson, predavatelj športne vzgoje na Univerzi v Leedsu in sicer tako, da je v steno hodnika vstavil kamenje. Prva komercialna plezalna stena je bila zgrajena v Sheffieldu, angleškem plezalnem središču. Leta 1987 pa je bila postavljena prva plezalna dvorana in sicer v ZDA, v Seattlu.

## Vrste plezalnih sten
Najpreprostejša vrsta stene je tista iz vezanega lesa, v plezalni skupnosti znana pod pogovornim imenom woody, s kombinacijo privijačenih ali vijačenih oprimkov. Držala z vijaki se na steno pritrdijo z železnimi vijaki, ki se vstavijo skozi držalo, ki ima določene točke za vijake, nato pa se pritrdijo v vnaprej pripravljene luknje z vijaki v steno. Nasprotno pa so vijačna držala zaradi načina pritrditve običajno veliko manjša. Ta držala so s steno povezana z vijaki, ki jih je mogoče pritrditi kjer koli na površini stene.
Nekatere druge vrste sten vključujejo granitne plošče, beton, brizgan na žično mrežo, vnaprej izdelane plošče iz steklenih vlaken, velika drevesa, izdelane jeklene in aluminijaste plošče, teksturirane stene iz steklenih vlaken in napihljive stene. Novejša inovacija je vrtljiva plezalna stena: mehanska, premična stena, ki se vrti kot tekalna steza, da bi se ujemala z vašim plezanjem.

## Plezanje na notranjih plezalnih stenah
Plezanje na notranjih plezalnih stenah je vse bolj priljubljena oblika skalnega plezanja, ki se izvaja na umetnih strukturah in se na ta način poskuša posnemati način plezanja zunaj na pravi plezalni steni. Prva pokrita plezalna telovadnica v ZDA in Kanadi je bila ustanovljena leta 1987 v Seattlu pod imenom Vertical Club, Inc., zdaj Vertical World, Inc. Leta 1974 so v Bolzanu v Italiji odprli prvo pokrito plezalno dvorano na svetu.
Zaprta plezališča so povečala dostopnost plezalcem, s tem pa se je povišala priljubljenost plezalnega športa. Ker je v notranjih plezališčih bolje nadzorovati okoljske pogoje, je tako plezanje na začetku morda varnejše in prijaznejše.
Prve notranje stene so bile običajno narejene predvsem iz opeke, kar je omejevalo strmino stene in raznolikost oprimkov. V zadnjem času so notranji plezalni tereni zgrajeni iz vezanega lesa na kovinskem ogrodju, z vijačenimi plastičnimi oprimki za roke in noge ter včasih premazani s strukturo, ki simulira skalno steno.
Večina tekmovanj v plezanju poteka v plezalnih telovadnicah, zato so del dvoranskega plezanja.

### Primerjava z plezanjem na prostem
Plezanje v zaprtih prostorih in na prostem se lahko razlikuje po tehnikah, slogu in opremi. Plezanje po umetnih stenah, zlasti v zaprtih prostorih, je veliko varnejše, saj so sidrišča in oprimki bolj trdno pritrjeni, poleg tega pa je mogoče nadzorovati okoljske razmere. Med plezanjem v zaprtih prostorih so oprijemališča dobro vidna, v nasprotju z naravnimi stenami, kjer je iskanje dobrega oprijema ali opore lahko izziv. Plezalci na umetnih stenah so nekoliko omejeni na oprimke, ki jih je pripravil postavljavec smeri, medtem ko lahko na naravnih stenah uporabijo vsako strmino ali razpoko na površini stene. Nekatere tipične skalne oblike je težko posnemati na plezalnih stenah.

## Konstrukcija plezalnih sten
Plošče plezalnih sten so lahko različno visoke in strme (od popolnoma vodoravnih »streh« do skoraj navpičnih »plošč«) z različnimi pritrjenimi oprimki. Ti so lahko različni, od zelo majhnih crimps in pinches, slopers s poševno površino do jugs, ki so pogosto veliki in enostavni za držanje. Zaradi te raznolikosti in možnosti spreminjanja plezanja s premikanjem oprimkov na nove položaje na steni je notranje plezanje postalo zelo priljubljen šport.

## Plezalna oprema
Pri plezanju v zaprtih prostorih je treba uporabljati ustrezno plezalno opremo. Večina plezališč izposoja pasove, vrvi in pripomočke za varovanje, tudi plezalne čevlje in vrečke za magnezij. V nekaterih plezališčih se ne sme uporabljati magnezija v prahu, zato da se zmanjša količina magnezija, ki leti po zraku in se na ta način preprečuje zamašitev prezračevalnih sistemov.

## Plezalne smeri
Oprimki so različne barve, pri čemer se pogosto uporabljajo enake barve, s katerim se označi plezalno smer in njeno težavnost. Za označevanje različnih plezalnih smeri se pogosto uporabljajo tudi barvni trakovi, nameščeni pod plezalnimi oprimki. Plezalec lahko pri poskusu plezanja določene smeri uporablja le oprimke enake barve.
O stopnji (težavnosti) poti se običajno sporazumno odločijo postavljavec poti in prvih nekaj ljudi, ki so jo preplezali. Na številnih notranjih plezališčih so zaposleni ljudje, ki so zadolženi za postavitev različnih plezalnih smeri. Ker se notranje plezalne stene pogosto uporabljajo za preverjanje razvoja plezalčevih sposobnosti, so vzponi barvno označeni.
Vsaka telovadnica ima določene smeri za plezanje. Vsaka smer je označena s trakom ali z enobarvnimi plezalnimi oprimki. Če je smer označena s trakom, je vsak oprimek na določeni poti označen z isto barvo traku, ki označuje, za kateri oprimek se je treba prijeti ali na katerega stopiti. Nekatere novejše telovadnice so prešle na enobarvni sistem: namesto barvnih trakov za označevanje smeri se uporabljajo barvna plezalna držala. Vsaka enobarvna smer je sestavljena iz oprimkov ustrezne barve, zato plezalci v celoti plezajo v smeri oprimkov ene barve.
Postavljanje smeri je oblikovanje smeri s strateškim, tehničnim in zabavnim postavljanjem plezalnih oprimkov, ki določajo potek smeri. Pri nastavljanju je vključenih veliko različnih tehnik. 

## Galerija
- Plezanje po steni s skalno teksturo z varovalom, modularnimi oprimki za roke, vrezi in izboklinami
- Zunanja plezalna stena na Univerza v Bathu, Anglija
- Balvansko plezanje v notranjem balvanskem centru Pasila, Helsinki, Finska
- DIY plezalna stena z vzorcem lukenj, ki posnema slavni vrh Fitz Roy
- Veliko drevo platana, ki se uporablja kot plezalna stena
- Lesena plezalna stena
- Dva skavta plezata po zunanji plezalni steni v rezervatu Haliburton Scout, Ontario, Kanada